# Leptocollonia
Leptocollonia là một chi ốc biển, là động vật thân mềm chân bụng sống ở biển trong họ Colloniidae.

## Các loài
Các loài trong chi Leptocollonia gồm có:
- Leptocollonia innocens (Thiele, 1912)[2]
- Leptocollonia thielei A. W. B. Powell, 1951